# Choir Boy
Choir Boy è un'opera teatrale del drammaturgo e sceneggiatore Tarell Alvin McCraney, debuttata a Londra nel 2012.

## Trama
Un gruppo di giovani studenti afroamericani del liceo Charles R. Drew Prep School for Boys fanno fatica a venire a termini con la loro sessualità e con l'essere neri in un mondo razzista. Il protagonista Pharus Jonathan Young è uno studente brillante che ha ricevuto l'incarico di cantare l'inno della scuola in occasione della cerimonia dei diplomi, ma il compito ricevuto ha attirato su di lui episodi e insulti omofobi. Pharus viene convocato dal preside Marrow per parlare dell'accaduto, ma il ragazzo si rifiuta di rivelare il nome dei bulli per non violare il codice d'onore degli studenti. Il preside arriva addirittura a minacciarlo con l'espulsione dall'istituto, ma Pharus non confessa i nomi. Tuttavia, il giovane ha già pianificato una vendetta personale ai danni degli aggressori. Pharus è infatti il capo coro del coro gospel dell'istituto, un'istituzione antichissima e celebrata, di cui farne parte è motivo di vanto per gli studenti. In quanto capo coro, Pharus ha il diritto di scegliere i suoi coristi e congedare i cantori che non ritiene adattati, e nella prima riunione dell'anno caccia dal coro Bobby, il ragazzo che lo aveva umiliato. Nel corso dell'anno, Pharus deve tenere testa al comportamento aggressivo di Bobby, il nipote del preside, e conciliare gli impegni accademici con quelli del coro. Grazie all'aiuto di Mr. Pendleton, un insegnante bianco, riesce a stringere un'amicizia con gli studenti David, aspirante pastore, ed AJ, il suo compagno di camera atletico e sportivo.

## Produzioni
Il debutto mondiale di Choir Boy è avvenuto al Royal Court Theatre di Londra il 4 settembre 2012 e l'opera è rimasta in cartellone fino al 6 ottobre dello stesso anno. Dominic Cooke curava la regia e il cast comprendeva: Dominic Smith (Pharus), David Burke (Mr Pendleton), Gary MacDonald (preside Marrow), Eric Kofi-Abrefa (Bobbi), Kwayedza Kureya (Junior Davis), Khali Best (Anthony Justin) ed Aron Julius (David Heard).
Commissionata dal Manhattan Theater Club, la pièce ha debuttato sulle scene statunitensi il 2 luglio 2013 con la regia di Trip Cullman e un cast che annoverava Jeremy Pope (Pharus), Chuck Cooper (preside Marrow) ed Austin Pendleton (Mr Pendleton). L'allestimento, rimasto in scena fino all'11 agosto, ha ricevuto recensioni molto positive ed è stato candidato all'Outer Critics Circle Award alla migliore opera teatrale. Pope tornò ad interpretare Pharus anche nelle successive produzioni dirette da Cullman all'Alliance Theatre di Atlanta e alla Geffen Playhouse di Los Angeles nel 2014.
Nel gennaio 2019, Choir Boy ha debuttato a Broadway con Pope, Cooper e Pendleton nei ruoli precedentemente interpretati sei anni prima, con grandi plausi di critica e pubblico. La pièce è stata candidata a quattro Tony Award, tra cui migliore opera teatrale e migliore attore protagonista in un'opera teatrale a Pope. L'opera è rimasta in cartellone per 72 repliche fino al 10 marzo.